# あの空を見上げながら。
「あの空を見上げながら。」は、ハジ→の配信シングル。

## 解説
- 配信シングルとしては、「ぱぴぷぺぱーり→。」以来、約5年3ヶ月振りとなる。

## 収録曲
1. あの空を見上げながら。
作詞・作曲：ハジ→
  - 歌ネットとのコラボ企画から生まれた楽曲。